# Bistra, Tărgoviște
Bistra (în bulgară Бистра) este un sat în comuna Tărgoviște, regiunea Tărgoviște,  Bulgaria. 

## Demografie
Componența etnică a satului Bistra
     Bulgari (81,18%)
     Turci (16,66%)
     Nicio identificare (2,15%)
     Altele (0%)
La recensământul din 2011, populația satului Bistra era de 186 locuitori. Din punct de vedere etnic, majoritatea locuitorilor (81,18%) erau bulgari, cu o minoritate de turci (16,66%). Pentru 2,15% din locuitori nu este cunoscută apartenența etnică.